# 管理栄養士
管理栄養士（かんりえいようし、英: registered dietitian）は、栄養士法（昭和22年法律第245号）に定められる栄養部門で唯一の国家資格。管理栄養士国家試験に合格し取得できる栄養専門職。栄養士が業務を行う対象となるのは主に健康な人であるが、管理栄養士が業務を行う対象には病気を患っている人や健康課題を抱えている人も含まれ、主に医療現場などで患者の健康状態や治療の進行具合に合わせて食事を管理するなど、高度な専門知識と必要とされるのが特徴である。

## 概要
1962年（昭和37年）の栄養士法の一部改正時に、養成施設の卒業と同時に資格を取得できる栄養士の上級資格として設けられた。1985年栄養士法改正で、厚生労働大臣が認定する国家資格としての管理栄養士制度が創設。病院で働く管理栄養士は、患者に療養上の栄養指導することができ、診療報酬を請求できる。
医療や教育、スポーツ、美容に欠かせない栄養指導のスペシャリストとして、病院や、保健所、学校などの集団給食施設で献立をつくり、療養のためや健康の維持・増進のために栄養指導をする。病院では各々の専門性を活かすチーム医療において、医師、看護師、薬剤師、理学療法士などと共にコ・メディカルのスタッフとして食・栄養という重要な役割の担う。プロのスポーツでも管理栄養士は活躍し、NST（Nutrition Support Team＝栄養サポートチーム）の中心メンバー、また学校給食、食品製造業者および外食産業などあらゆる食に関する産業に従事している。
また、臨床栄養、学校栄養、健康・スポーツ栄養、給食管理、公衆栄養、地域栄養、福祉（ 高齢・障がい、児童）栄養等の専門領域において、認定管理栄養士などがある。在宅での療養者や要介護者が増加に伴った在宅訪問栄養食事指導を提供できる管理栄養士はまだまだ少ない。
2024年（令和6年）度後期のNHK連続テレビ小説「おむすび」では、橋本環奈が演じる主人公が管理栄養士を目指すストーリーということもあり、資格に関しても注目度が高まった。

## 資格内容
管理栄養士とは、厚生労働大臣の免許を受けて、管理栄養士の名称を用いて、
- 傷病者に対する療養のため必要な栄養の指導
- 個人の身体の状況、栄養状態等に応じた高度の専門的知識及び技術を要する健康の保持増進のための栄養の指導
- 特定多数人に対して継続的に食事を供給する施設における利用者の身体の状況、栄養状態、利用の状況等に応じた特別の配慮を必要とする給食管理及びこれらの施設に対する栄養改善上必要な指導等

を行うことを業とする者をいう（栄養士法1条2項）。 
- 栄養士は、都道府県知事の免許を受けて、栄養士の名称を用いて栄養の指導に従事することを業とする者をいう（同法1条1項）。

また、管理栄養士は、定められた診療報酬や介護報酬を申請できる専門的業務を行える資格である。栄養士が管理栄養士と全く同じ業務を行っても法令違反ではないが、これらの報酬を申請して得ることができない（業務独占資格ではなく名称独占資格であるため）。

## 取得方法
管理栄養士の免許は、栄養士の免許を有する者が、管理栄養士国家試験を受けて取得する。
- 栄養士の免許は、栄養士養成施設（2年制、3年制、4年制がある。短期大学、専門学校、大学など）において2年以上栄養士として必要な知識及び技能を修得した者に対して、都道府県知事（かつては厚生大臣）が与える。
- そして、管理栄養士の免許は、栄養士免許を得た後に一定期間栄養の指導に従事した者（栄養士養成施設の在学期間＋実務経験の合計が5年）、または管理栄養士養成施設（管理栄養士学校）を修了して栄養士免許を得た者（4年制の大学や専門学校。実務経験不要となるため、4年生の時に、栄養士免許及び管理栄養士国家試験受験資格の両資格取得見込み扱いで即受験可能）が、厚生労働省の実施する管理栄養士国家試験に合格した者に対して、厚生労働大臣が与える。

要件緩和：管理栄養士の学校を卒業すれば栄養士免許がなくても受験できるように2023年12月、地方分権改革に関する対応方針を閣議決定。2025年4月から管理栄養士国試の要件が緩和を進めるため、厚生労働省は2024年11月、管理栄養士国家試験の要件緩和に伴う改正省令の素案について、パブリックコメントの募集を始めた。

## 米国の管理栄養士
各国の栄養士会の設立年は、アメリカ合衆国の1917年が最も古く、次いで1931年のスイス、1936年のイギリス・カナダ、1943年のニュージーランドに続き、日本は1945年に設立された。
米国は大学4年間に加え、1年間の研修を受けた者のみが試験を受けることができ、1年間の研修を必須としていない日本とは大きく異なる。日本の管理栄養士養成課程の臨地実習の時間数は他国と比べて極端に少ない。日本の臨地実習は最低180時間であるのに対して、米国は最低1,200時間。また、日本は一度取得すれば継続学習の義務付けはないが、アメリカのRegistered Dietitian（RD／管理栄養士）は5年毎に約50時間分の継続学習（セミナー等）が義務付けられている。

## 関連文献
- 鈴木道子「日本における栄養士・管理栄養士制度と養成システムの変遷」『東北大学大学院教育学研究科研究年報』第57巻、第1号、445-457頁、2008年12月。ISSN 1346-5740。 NAID 120001057698。2024年3月25日閲覧。